# Magí Bonet i Bonfill
Magí Bonet i Bonfill (Castellserà, Urgell, 20 de maig de 1818 - Madrid, 28 de febrer de 1894) fou un químic català, acadèmic de la Reial Acadèmia de Ciències Exactes, Físiques i Naturals.
Es doctorà en farmàcia i fou llicenciat en ciències físiques i matemàtiques. Inicialment treballà com a professor a l'Institut de Barcelona. En 1847 va obtenir la càtedra de química general a la Universitat d'Oviedo, professor del Real Instituto Industrial de Madrid i el 1867 catedràtic d'anàlisi química a la Universitat Central de Madrid. En 1842 va ingressar a la Reial Acadèmia de Ciències i Arts de Barcelona, de la que en va ser secretari de la secció de ciències físico-químiques en 1845 i vicesecretari general en 1846.
Nomenat Secretari de la Comissió Permanent de Pesos i Mesures, en 1866 fou escollit acadèmic de la Reial Acadèmia de Ciències Exactes, Físiques i Naturals. Ha estat considerar un dels millors especialistes en anàlisi química del seu temps iniciador de la indústria de la fabricació de iode i preparació de la sosa d'algues a la costa d'Astúries.